# Edward Nelson
Edward Nelson (Decatur, Geórgia, 4 de maio de 1932 — 10 de setembro de 2014) foi um matemático estadunidense.

## Obras
- Dynamical theory of Brownian Motion. Princeton University Press 1967
- Topics in Dynamics 1: Flows. Princeton University Press 1969
- Tensoranalysis. Princeton University Press 1967
- Quantum Fluctuations. Princeton University Press, 1985
- Predicative Arithmetic. Princeton University Press, 1986
- Radically elementary probability theory. Annals of Mathematical Studies, Princeton 1987